# Pickensville (Alabama)
 Pickensville, Alabama és una població dels Estats Units a l'estat d'Alabama. Segons el cens del 2000 tenia 662 habitants.

## Demografia
Segons el cens del 2000, Pickensville tenia 662 habitants, 255 habitatges, i 182 famílies. La densitat de població era de 33 habitants/km².
Dels 255 habitatges en un 33,3% hi vivien nens de menys de 18 anys, en un 44,3% hi vivien parelles casades, en un 22% dones solteres, i en un 28,6% no eren unitats familiars. En el 24,3% dels habitatges hi vivien persones soles el 7,5% de les quals corresponia a persones de 65 anys o més que vivien soles. El nombre mitjà de persones vivint en cada habitatge era de 2,6 i el nombre mitjà de persones que vivien en cada família era de 3,11.
Per edats la població es repartia de la següent manera: un 27% tenia menys de 18 anys, un 10,9% entre 18 i 24, un 25,5% entre 25 i 44, un 24,3% de 45 a 60 i un 12,2% 65 anys o més.
L'edat mediana era de 36 anys. Per cada 100 dones hi havia 96,4 homes. Per cada 100 dones de 18 o més anys hi havia 93,2 homes.
La renda mediana per habitatge era de 25.357 $ i la renda mediana per família de 28.036 $. Els homes tenien una renda mediana de 25.625 $ mentre que les dones 22.955 $. La renda per capita de la població era de 15.575 $. Aproximadament el 29,2% de les famílies i el 34,4% de la població estaven per davall del llindar de pobresa.

## Poblacions més properes
El següent diagrama mostra les poblacions més properes.